# Dark Water (antologia)
Dark Water (仄暗い水の底から?, Honogurai mizu no soko kara, lett. "Dal profondo delle acque scure") è un'antologia di racconti horror, pubblicato dallo scrittore giapponese Kōji Suzuki nel 1996.

## Trama
L'opera è una raccolta di racconti dell'orrore, narrati da un'anziana signora di nome Kayo a sua nipote Yuko, durante le loro passeggiate mattutine fino a capo Kannon, nella baia di Tokyo. Kayo promette a sua nipote un tesoro, in cambio della sua compagnia, e per intrattenerla, ogni mattina le narra una storia. Ognuna di queste è ispirata da un oggetto trovato dalla nonna nell'acqua, come una borsetta di Hello Kitty, o un involucro di plastica con dentro una lettera, e in ciascun episodio l'acqua stessa ha un ruolo di fondamentale e inquietante importanza.

### I racconti
- Prologo
- Corpi galleggianti
- Isola solitaria
- L'abbraccio
- Una crociera da sogno
- Alla deriva
- Acquerelli
- La foresta in fondo al mare
- Epilogo

## Edizioni in italiano
- Koij Suzuki, Dark Water, traduzione di Emanuela Cervini, Milano, Editrice Nord, 2006, ISBN 88-429-1384-7.

## Opere derivate
Al racconto Floating Water (Fuyū Suru Mizu, in italiano Corpi galleggianti) si ispirano i film Dark Water (仄暗い水の底から?), diretto da Hideo Nakata, e il remake del 2005 Dark Water, diretto da Walter Salles.